# Torcy-le-Grand (Sena Marítim)
Torcy-le-Grand és un municipi francès situat al departament del Sena Marítim i a la regió de Normandia. L'any 2007 tenia 713 habitants.

## Demografia

### Població
El 2007 la població de fet de Torcy-le-Grand era de 713 persones. Hi havia 280 famílies de les quals 53 eren unipersonals (16 homes vivint sols i 37 dones vivint soles), 101 parelles sense fills, 114 parelles amb fills i 12 famílies monoparentals amb fills.
La població ha evolucionat segons el següent gràfic:
Habitants censats

### Habitatges
El 2007 hi havia 324 habitatges, 284 eren l'habitatge principal de la família, 25 eren segones residències i 15 estaven desocupats. 313 eren cases i 9 eren apartaments. Dels 284 habitatges principals, 214 estaven ocupats pels seus propietaris, 65 estaven llogats i ocupats pels llogaters i 5 estaven cedits a títol gratuït; 13 tenien dues cambres, 37 en tenien tres, 87 en tenien quatre i 147 en tenien cinc o més. 227 habitatges disposaven pel capbaix d'una plaça de pàrquing. A 128 habitatges hi havia un automòbil i a 131 n'hi havia dos o més.

### Piràmide de població
La piràmide de població per edats i sexe el 2009 era:
| Homes | Edats   | Dones |
| ----- | ------- | ----- |
| 0     | 95 o +  | 0     |
| 0     | 90 a 94 | 0     |
| 8     | 85 a 89 | 4     |
| 8     | 80 a 84 | 8     |
| 12    | 75 a 79 | 12    |
| 16    | 70 a 74 | 28    |
| 8     | 65 a 69 | 16    |
| 12    | 60 a 64 | 8     |
| 24    | 55 a 59 | 28    |
| 24    | 50 a 54 | 24    |
| 24    | 45 a 49 | 36    |
| 12    | 40 a 44 | 16    |
| 40    | 35 a 39 | 32    |
| 16    | 30 a 34 | 24    |
| 24    | 25 a 29 | 32    |
| 12    | 20 a 24 | 4     |
| 24    | 15 a 19 | 24    |
| 12    | 10 a 14 | 12    |
| 36    | 5 a 9   | 24    |
| 16    | 0 a 4   | 20    |

## Economia
El 2007 la població en edat de treballar era de 466 persones, 345 eren actives i 121 eren inactives. De les 345 persones actives 307 estaven ocupades (161 homes i 146 dones) i 37 estaven aturades (15 homes i 22 dones). De les 121 persones inactives 53 estaven jubilades, 31 estaven estudiant i 37 estaven classificades com a «altres inactius».

### Ingressos
El 2009 a Torcy-le-Grand hi havia 283 unitats fiscals que integraven 745 persones, la mediana anual d'ingressos fiscals per persona era de 18.881 €.

### Activitats econòmiques
Dels 25 establiments que hi havia el 2007, 1 era d'una empresa extractiva, 1 d'una empresa alimentària, 4 d'empreses de construcció, 5 d'empreses de comerç i reparació d'automòbils, 2 d'empreses de transport, 3 d'empreses d'hostatgeria i restauració, 1 d'una empresa immobiliària, 5 d'empreses de serveis, 1 d'una entitat de l'administració pública i 2 d'empreses classificades com a «altres activitats de serveis».
Dels 7 establiments de servei als particulars que hi havia el 2009, 1 era una oficina de correu, 1 guixaire pintor, 2 fusteries, 2 restaurants i 1 agència immobiliària.
Dels 3 establiments comercials que hi havia el 2009, 1 era una botiga de més de 120 m², 1 una botiga de menys de 120 m² i 1 una fleca.
L'any 2000 a Torcy-le-Grand hi havia 9 explotacions agrícoles que ocupaven un total de 240 hectàrees.

## Equipaments sanitaris i escolars
El 2009 hi havia una escola elemental.

## Poblacions més properes
El següent diagrama mostra les poblacions més properes.